# Friedrich von Waldburg-Wolfegg-Waldsee (1861-1895)
Friedrich Leopold Maria Joseph Michael von Waldburg-Wolfegg-Waldsee (Zeil, 29 settembre 1861 – Widnes, 21 aprile 1895) è stato un presbitero e nobile tedesco.

## Biografia
Friedrich era figlio del principe Franz von Waldburg-Wolfegg-Waldsee (1833-1906) e di sua moglie, Sophie Leopoldine Ludovica von Arco-Zinneberg (1836-1909), figlia del conte Maximilian von Arco-Zinneberg (1811-1885). Per parte di madre era discendente dagli Asburgo-Este. Nacque al castello di Zeil nel 1861. Friedrich crebbe in una famiglia particolarmente religiosa: suo padre era molto legato agli ambienti cattolici del Württemberg dove i cattolici si trovavano in minoranza rispetto agli evangelici, mentre sua madre era molto impegnata a favore dei poveri e dei bisognosi del regno.
Nel 1884, all'età di 22 anni, Friedrich iniziò a studiare silvicoltura presso la facoltà di scienze politiche dell'Università di Tubinga, ma abbandonò tali studi dopo un anno perché stava maturando in lui una vocazione religiosa, non osteggiata dai genitori, ma  inusuale per un primogenito su cui solitamente si poggiava la discendenza familiare. Nel 1887 entrò nell'ordine dei Gesuiti dopo essersi consultato con suo zio, il canonico August Wolfegg. Divenne novizio nel 1887 e venne inviato a Blyenbeck nei Paesi Bassi, dove prese il nome religioso di "Carissimo di Waldburg". Considerato un ottimo elemento anche dai suoi superiori, studiò filosofia e teologia a Ditton Hall in Inghilterra e celebrò la sua prima messa nel 1894 nel cortile del castello di Wolfegg, con un evento a cui si dice presero parte più di 5000 persone.
Tornò in Inghilterra ma le sue condizioni di salute  improvvisamente peggiorarono e morì appena un anno dopo, il 21 aprile 1895, nella casa di Ditton Hall, nei pressi di Liverpool.

## Ascendenza
|                                                                                 |                           |                                                       | Genitori                                                                                           |  |  | Nonni |  |  | Bisnonni                                                                          |  |  | Trisnonni                            |  |
|                                                                                 |                           |                                                       | |  |  |       |  |  | Joseph Anton von Waldburg-Wolfegg-Waldsee, I principe di Waldburg-Wolfegg-Waldsee |  |  | Gebhard von Waldburg-Wolfegg-Waldsee |  |
|                                                                                 |                           |                                                       | |  |  |       |  |  | Joseph Anton von Waldburg-Wolfegg-Waldsee, I principe di Waldburg-Wolfegg-Waldsee |  |  | Gebhard von Waldburg-Wolfegg-Waldsee |  |
|                                                                                 |                           | Maria Clara von Königsegg-Aulendorf                   | |  |  |       |  |  | Joseph Anton von Waldburg-Wolfegg-Waldsee, I principe di Waldburg-Wolfegg-Waldsee |  |  |                                      |  |
| Friedrich von Waldburg-Wolfegg-Waldsee, II principe di Waldburg-Wolfegg-Waldsee |                           |                                                       | |  |  |       |  |  | Joseph Anton von Waldburg-Wolfegg-Waldsee, I principe di Waldburg-Wolfegg-Waldsee |  |  |                                      |  |
|                                                                                 |                           | Maria Josepha Fugger von Babenhausen                  | Anselm Victorian Fugger von Babenhausen                                                            |  |  |       |  |  |                                                                                   |  |  |                                      |  |
|                                                                                 |                           | Maria Josepha Fugger von Babenhausen                  | Anselm Victorian Fugger von Babenhausen                                                            |  |  |       |  |  |                                                                                   |  |  |                                      |  |
|                                                                                 |                           | Maria Josepha Fugger von Babenhausen                  | Maria Walpurgis von Waldburg zu Wolfegg                                                            |  |  |       |  |  |                                                                                   |  |  |                                      |  |
| Franz von Waldburg-Wolfegg-Waldsee, III principe di Waldburg-Wolfegg-Waldsee    |                           | Maria Josepha Fugger von Babenhausen                  | |  |  |       |  |  |                                                                                   |  |  |                                      |  |
|                                                                                 |                           | Franz Xavier Karl von Königsegg-Aulendorf             | Johann Ernst von Koenigsegg-Aulendorf                                                              |  |  |       |  |  |                                                                                   |  |  |                                      |  |
|                                                                                 |                           | Franz Xavier Karl von Königsegg-Aulendorf             | Johann Ernst von Koenigsegg-Aulendorf                                                              |  |  |       |  |  |                                                                                   |  |  |                                      |  |
|                                                                                 |                           | Franz Xavier Karl von Königsegg-Aulendorf             | Maria Christina von Manderscheid                                                                   |  |  |       |  |  |                                                                                   |  |  |                                      |  |
| Elisabeth von Königsegg-Aulendorf                                               |                           | Franz Xavier Karl von Königsegg-Aulendorf             | |  |  |       |  |  |                                                                                   |  |  |                                      |  |
|                                                                                 |                           | Maria Anna Josepha Károlyi de Nagykároly              | Jozsef Károlyi de Nagykároly                                                                       |  |  |       |  |  |                                                                                   |  |  |                                      |  |
|                                                                                 |                           | Maria Anna Josepha Károlyi de Nagykároly              | Jozsef Károlyi de Nagykároly                                                                       |  |  |       |  |  |                                                                                   |  |  |                                      |  |
|                                                                                 |                           | Maria Anna Josepha Károlyi de Nagykároly              | Maria Elisabeth von Waldstein                                                                      |  |  |       |  |  |                                                                                   |  |  |                                      |  |
| Friedrich von Waldburg-Wolfegg-Waldsee                                          |                           | Maria Anna Josepha Károlyi de Nagykároly              | |  |  |       |  |  |                                                                                   |  |  |                                      |  |
|                                                                                 | Ludwig von Arco-Zinneberg | Ignaz Joseph von Arco-Zinneberg                       | |  |  |       |  |  |                                                                                   |  |  |                                      |  |
|                                                                                 | Ludwig von Arco-Zinneberg | Ignaz Joseph von Arco-Zinneberg                       | |  |  |       |  |  |                                                                                   |  |  |                                      |  |
|                                                                                 | Ludwig von Arco-Zinneberg | Antonia Trauner von Adelstetten                       | |  |  |       |  |  |                                                                                   |  |  |                                      |  |
| Maximilian von Arco-Zinneberg                                                   | Ludwig von Arco-Zinneberg |                                                       | |  |  |       |  |  |                                                                                   |  |  |                                      |  |
|                                                                                 |                           | Maria Leopoldina d'Austria-Este                       | Ferdinando Carlo Antonio d'Asburgo-Lorena                                                          |  |  |       |  |  |                                                                                   |  |  |                                      |  |
|                                                                                 |                           | Maria Leopoldina d'Austria-Este                       | Ferdinando Carlo Antonio d'Asburgo-Lorena                                                          |  |  |       |  |  |                                                                                   |  |  |                                      |  |
|                                                                                 |                           | Maria Leopoldina d'Austria-Este                       | Maria Beatrice d'Este                                                                              |  |  |       |  |  |                                                                                   |  |  |                                      |  |
| Sophie Leopoldine Ludovica von Arco-Zinneberg                                   |                           | Maria Leopoldina d'Austria-Este                       | |  |  |       |  |  |                                                                                   |  |  |                                      |  |
|                                                                                 |                           | Franz Thaddeus von Waldburg-Zeil                      | Maximilian Wunibald von Waldburg-Zeil                                                              |  |  |       |  |  |                                                                                   |  |  |                                      |  |
|                                                                                 |                           | Franz Thaddeus von Waldburg-Zeil                      | Maximilian Wunibald von Waldburg-Zeil                                                              |  |  |       |  |  |                                                                                   |  |  |                                      |  |
|                                                                                 |                           | Franz Thaddeus von Waldburg-Zeil                      | Maria von Hornstein zu Weiterdingen                                                                |  |  |       |  |  |                                                                                   |  |  |                                      |  |
| Maria Leopoldina von Waldburg-Zeil                                              |                           | Franz Thaddeus von Waldburg-Zeil                      | |  |  |       |  |  |                                                                                   |  |  |                                      |  |
|                                                                                 |                           | Christiane Polyxena von Löwenstein-Wertheim-Rochefort | Domenico Costantino di Löwenstein-Wertheim-Rochefort, IV principe di Löwenstein-Wertheim-Rosenberg |  |  |       |  |  |                                                                                   |  |  |                                      |  |
|                                                                                 |                           | Christiane Polyxena von Löwenstein-Wertheim-Rochefort | Domenico Costantino di Löwenstein-Wertheim-Rochefort, IV principe di Löwenstein-Wertheim-Rosenberg |  |  |       |  |  |                                                                                   |  |  |                                      |  |
|                                                                                 |                           | Christiane Polyxena von Löwenstein-Wertheim-Rochefort | Leopoldina di Hohenlohe-Bartenstein                                                                |  |  |       |  |  |                                                                                   |  |  |                                      |  |
|                                                                                 |                           | Christiane Polyxena von Löwenstein-Wertheim-Rochefort | |  |  |       |  |  |                                                                                   |  |  |                                      |  |